# Neuer jüdischer Friedhof (Steinbach am Donnersberg)

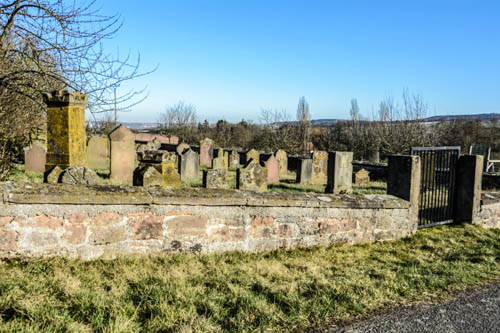
Neue jüdische Friedhof in Steinbach

Der Neue jüdische Friedhof in Steinbach am Donnersberg, einer Ortsgemeinde im Donnersbergkreis in Rheinland-Pfalz, wurde vermutlich 1842 angelegt und 1902 erweitert. Der circa 580 m² große jüdische Friedhof liegt am östlichen Ortsausgang an der Staudenheide. Er ist ein geschütztes Kulturdenkmal.
Der Friedhof wurde in der Zeit des Nationalsozialismus mehrfach geschändet: Die Grabsteine wurden umgestürzt und das Friedhofstor wurde gestohlen.

## Alter jüdischer Friedhof
Ein alter jüdischer Friedhof, der 1780 angelegt und bis zur ersten Hälfte des 19. Jahrhunderts belegt wurde, lag in der Ortsmitte im Bereich des heutigen Bürgerhaus-Parkplatzes. Während der Zeit des Nationalsozialismus wurde der Friedhof zerstört. Das Grundstück wurde 1952 an einen Privatmann verkauft und überbaut. Es sind keine Grabsteine erhalten.